# Дварака
Дварака або Дварка, також Двараваті — в індуїстських письмових джерелах столиця племені ядавів, до яких належав Крішна.
Після того, як Крішна повів ядавів зі своєї колишньої столиці Матхури, він віддав наказ про закладення нової, яку було створено за один день. На сьомий день після загибелі її засновника, Двараку поглинув океан.
В Індії на узбережжі півострова Катхиявар існує місто Дварака, одне з семи головних центрів паломництва індусів.
У 1982 у д-р С. Р. Рао відкрив затонуле древнє місто Крішни Двараку.
Стара Індійська легенда свідчить:
| «Колись давним-давно існувало місто Дварака, воно був настільки прекрасним і дивовижним, що його називали казковим. Гордістю Двараки були 900000 королівських палаців, всі вони були зроблені з кришталю, срібла, прикрашені величезними смарагдами, а по квітучим садам і вулицями міста літали птахи і бджоли». |

## Фільмографія
- «Стародавні прибульці (телесеріал). Підводні світи» Стародавні прибульці Підводний світ — науково-популярний фільм, знятий у 2011 р.

1. ↑  https://www.culturalindia.net/indian-pilgrimage/dwarka.html